# پولک‌خواری

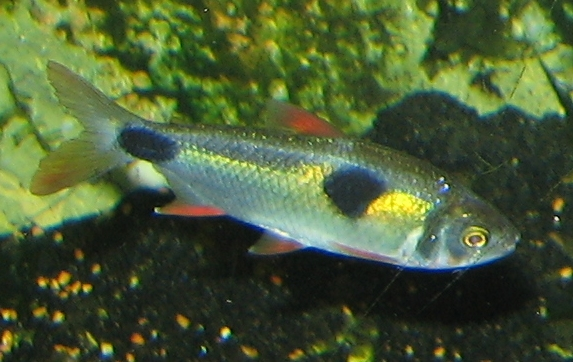
دندان‌دکمه‌ای (Bucktoothed) تترا پولک ماهی‌های دیگر را می‌خورد

پولک‌خواری (به انگلیسی: Lepidophagy)، یک رفتار تغذیه‌ای تخصصی در ماهی است که شامل خوردن پولک ماهی‌های دیگر می‌شود. پولک‌خواری گسترده‌است و به‌طور مستقل در حداقل پنج خانواده آب شیرین و هفت خانواده دریایی تکامل یافته است. یک رفتار تغذیه‌ای مرتبط، باله‌خواری (Pterygophagy) است که برخی ماهی‌ها از باله ماهی‌های دیگر تغذیه می‌کنند.